# حركة مكافحة الاغتصاب
حركة مكافحة الاغتصاب، حركة اجتماعية سياسية، وهي جزء من الحركة التي تسعى إلى مكافحة العنف ضد المرأة وإساءة معاملتها. تسعى الحركة إلى تغيير مواقف المجتمع تجاه العنف ضد المرأة، مثل المواقف من الاستحقاق الجنسي وإلقاء اللوم على الضحية، وكذلك مواقف النساء أنفسهن مثل لوم الذات على العنف ضدهن. كما تسعى إلى تعزيز التغييرات في قوانين الاغتصاب أو قوانين الأدلة التي تمكّن المغتصبين من تجنب العقوبات بسبب- كأمثلة- عدم تشجيع الضحايا على الإبلاغ عن الاعتداءات التي يتعرضون لها، أو لأن المغتصب يستحق بعض الحصانة، أو لأن المغتصب (كمدعى عليه) قادر في القانون على تشويه سمعة الضحية. نجحت الحركة في العديد من الولايات القضائية، على الرغم من أن العديد من هذه المواقف ما تزال قائمة في بعض الولايات القضائية. ورغم التغييرات في القوانين والزيادات الكبيرة في الإبلاغ عن مثل هذه الاعتداءات، في الممارسة العملية، ما يزال العنف ضد المرأة مستمرًا بمستويات عالية غير مقبولة. ظهرت الحركة في أواخر ستينيات القرن العشرين وأوائل السبعينيات، عندما ظهرت مفاهيم جديدة للاغتصاب من الموجة الثانية من الحركة النسوية، وإعادة تقييم الحياة اليومية للمرأة اجتماعيًا وفيما يتعلق بالمؤسسات الاجتماعية التي تتفاعل معها. وقد نُظر إلى الاغتصاب قبل إعادة النظر فيه على أنه «جريمة جنسية يرتكبها رجال مَرِضون»، غير قادرين على التحكم في رغباتهم الجنسية.
بدأت النسويات في التأكيد على دور ديناميكيات القوة على وجه التحديد فيما يتعلق بارتكاب الاغتصاب كجريمة يرتكبها الرجال في المقام الأول ضد النساء. كان من المفترض أن يأتي هذا التعريف المنقح للاغتصاب من منظور الضحية. أُكّد على أن فعل الاغتصاب طريقة تُفرض من خلالها الأدوار الاجتماعية الجندرية، والطريقة التي يتصرف بها الشخص من ناحية الذكورة أو الأنوثة، مع الحفاظ على التسلسل الهرمي للسلطة الذي يضع الذكور في الأعلى. وبذلك يُعرّف الاغتصاب على أنه شكل من أشكال العنف يستخدم لضمان سلطة الرجل، وهو شكل من أشكال السيطرة الاجتماعية على النساء والأطفال. تأسست الحركة المعروفة بحركة «مكافحة الاغتصاب» أو «منع الاغتصاب» مع تصورات أن العنف الجنسي والعنف ضد المرأة بشكل عام، أدوات للرقابة الاجتماعية وتستخدم لإبقاء النساء في وضع تبعية للرجل، وأن النساء بحاجة إلى القيام بشيء يساعد ضحايا العنف الجنسي على أن يصبحن «ناجيات» من العنف بدلًا من أن يصبحن ضحايا. تستمر حركة مناهضة الاغتصاب اليوم في نشاطها، مع تزايد الوعي في المجال العام للولايات المتحدة حول مفهوم ثقافة الاغتصاب الذي يتزامن مع تزايد شعبية النسوية.

## التشريع

### القانون العام
عُرف الاغتصاب بدايةً بموجب القانون العام على أنه «الاتصال الجنسي غير المشروع لشخص آخر، وكانت عناصر القوة والمقاومة هي الحاسمة». استُخدم تعريف القانون العام للاغتصاب لسنوات عديدة وفُسر بعدة طرق في كل ولاية. شعرت الضحية في محاكمات الاغتصاب بموجب القانون العام، أنها قيد المحاكمة بسبب الاستجواب العميق حول خلفيتها. كما أنه لا يمكن اتهام الزوج قانونًا باغتصاب زوجته على أساس الاستثناء الزوجي. تطلّب القانون العام من المدّعي أن يثبت مقاومته، وأن تكون شكواه فورية، وإثبات عدم موافقته على ما جرى. كان مبدأ الشكوى السريعة جزءًا من القانون العام. يتطلب مبدأ تقديم شكوى فورية أن يبلغ الضحايا المجتمع والشرطة فورًا بعد الهجوم لكي يعتبروا ضحايا مشروعين. شعر المشرّعون أنه من المنطقي أن ترغب الضحية في الإبلاغ عن القضية في أقرب وقت ممكن على أمل العثور على المعتدي. ولسوء الحظ، لم يُعرف الكثير عن الآثار النفسية بعد الاعتداء ومتلازمة صدمة الاغتصاب التي تغير سلوكيات المرء. اعتُبر مبدأ الشكوى السريعة في الواقع أحد المعايير الثلاثة الأولى لإدانة المتهم بالاغتصاب وفقًا للمحلفين. ولم تضع القوانين قبل حركة مكافحة الاغتصاب في النظام القانوني الكثير من الشرعية على مزاعم الضحايا، مما جعلهن يترددن حتى في التفكير في الإبلاغ عن اغتصاب.

### دور المرأة
بدأت حركة مكافحة الاغتصاب من قبل النساء بكسر الصمت بشأن قضايا الاغتصاب والأضرار التي لحقت بهن نتيجة لذلك. بدأت الحركة النسوية بدايةً في الانتباه إلى المستويات المنخفضة لإدانات الاغتصاب، خاصة في نيويورك، وأدركت أن الاغتصاب لم يؤخذ على محمل الجد في المحكمة من جانب الضحية. ثم بدأت الحركة في الكفاح ليس فقط من أجل إصلاح قانون الاغتصاب، ولكن في كثير من الحالات كانت تقاتل من أجل إلغاء مثل هذه القوانين ومراجعتها.
أجبر القانون في نيويورك عام 1971- وهي واحدة من أكثر الولايات صرامة فيما يتعلق بادعاءات الاغتصاب- الضحايا على تقديم أدلة على القوة والإيلاج وهوية الجاني قبل أن تصل القضية إلى المحاكمة. جعلت هذه الإرشادات والمتطلبات القاسية النساء يشعرن بعدم الأمان في أحيائهن وفي منازلهن وفي الشوارع.
كانت مجموعات مثل «نساء من أجل مستقبل حر» هي التي دعت إلى إصلاحات قانونية لحماية المرأة وحقوقها. دعمت الأعداد المتزايدة من النساء العاملات في القانون الحركة جزئيًا. شكلت النساء في أواخر ستينيات القرن العشرين 3% فقط من إجمالي عدد المحامين في الولايات المتحدة. بدأت المزيد من النساء تدريجيًا الالتحاق بكلية الحقوق وجلبن أفكارهن النسوية معهن. انخرطت المزيد من المجموعات النسائية في النضال لتغيير القوانين وحتى إلغاءها.
خططت فرقة مكافحة الاغتصاب النسائية لعقد اجتماع في عام 1972 لمناقشة التدابير التي من شأنها أن تعبر للمشرعين عن رغبتهن في إلغاء القوانين. بدأ تحالف مكافحة الاغتصاب النسائي في عام 1973، حملة من خلال وسائل الإعلام والتشريعات للفت الانتباه إلى المشاكل داخل القانون. عُقدت جلسات استماع للجنة مشتركة في وقت لاحق من عام 1973 لبدء مناقشة إمكانية الإلغاء، لكن جمعية المساعدة القانونية أبقت على القوانين القائمة.

### بداية التغييرات
لم تكن هناك أي تغييرات كبيرة في تشريعات قانون الاغتصاب حتى صاغ معهد القانون الأمريكي قانون العقوبات الأخلاقي في عام 1955، ولكن لم يُحقق ذلك حتى عام 1980 عندما نشر القانون. أما بعد نشره، فقد تأثرت ولايات عديدة لإجراء بعض التغييرات على قوانينها، وكان التغيير الأكبر هو إعادة تعريف «الاغتصاب». تضمن قانون العقوبات الأخلاقي في تعريف الاغتصاب «الإيلاج الشرجي القسري»، إلا أنه تطلب أيضًا تقديم شكوى فورية. والجدير بالذكر أن المجلس الاستشاري للقانون الجنائي لقانون العقوبات الأخلاقي، الذي حدد هذه القوانين، ضم امرأة واحدة فقط (فلورنس إم كيلي).

### قوانين ردع الاغتصاب
من أهم المقدمات لقوانين الاغتصاب إضافة قوانين الحماية ضد الاغتصاب. استخدمت محاكمة بيبول ضد بلوتكين في كاليفورنيا التاريخ الجنسي لصاحبة الشكوى لإثارة الشك في أذهان المحلفين حول مصداقية ادعاءاتها. كان التعدي على المصداقية أسلوبًا شائعًا، استخدم في محاكمات الاغتصاب. وقد أدى هذا التحقيق في الخلفية الجنسية للمشتكيات إلى إحجامهن عن المثول أمام القضاء. ساعد سن قوانين ردع الاغتصاب على توفير مزيد من الحماية لضحايا الاغتصاب أثناء المحاكمة. سُنت هذه القوانين لتقييد استخدام التاريخ الجنسي السابق للضحية ضدها أثناء المحاكمة.
اقتُرحت هذه القوانين لأنه كان يُخشى أن يحكم المحلفون على المشتكية بناءً على تاريخها، واستخدام ذلك للحكم على مصداقيتها الحالية وشخصيتها الأخلاقية. وقع الرئيس جيمي كارتر في نهاية المطاف التشريع الذي يسمح بوضع قوانين ردع الاغتصاب لحماية الضحية.
كما ساعد الاعتراف بمتلازمة صدمة الاغتصاب، المحلفين على فهم تصرفات المشتكيات عقب الاغتصاب. تصف المتلازمة سلوك ما بعد الاغتصاب الذي قد يشمل عدم الإبلاغ عن الاغتصاب على الفور والعديد من الأضرار النفسية والعاطفية الأخرى التي نتجت.